# Billie Thomas
Billie Thomas, detto Buckwheat (Los Angeles, 12 marzo 1931 – Los Angeles, 10 ottobre 1980), è stato un attore statunitense, uno degli attori bambini afroamericani protagonisti della serie Simpatiche canaglie, dal 1934 al 1944 (tra i 3 e i 13 anni d'età).

## Biografia
Nato nel 1931 nello Stato della California, Billie Thomas entra giovanissimo nel 1934 nel gruppo della serie cinematografica statunitense Simpatiche canaglie, dove acquista grande notorietà nella parte di "Buckwheat". Lo studio cercava un "sostituto" di Matthew "Stymie" Beard, che di lì a poco avrebbe lasciato la serie, ma più ancora l'erede di Allen "Farina" Hoskins che dal 1922 al 1931 era stato uno dei personaggi più popolari della serie. Il ruolo di "Buckwheat" ricalca in effetti da vicino quello di "Farina" e Thomas dimostrò di esserne il degno erede, divenendo presto un elemento insostituibile del gruppo. Rimase nel cast quando la serie passò ad essere prodotta dagli Hal Roach Studios alla Metro Goldwyn Mayer nel 1938, è stato l'unico membro del cast ad apparire in tutte le 52 puntate della M.G.M. e anche l'unico dell'era Hal Roach a recitare nella serie fino alla sua fine nel 1944. Affermatosi con Matthew Beard, Paul White e Philip Hurlic già negli anni trenta come uno tra i più noti attori bambini afroamericani, Thomas mantiene lo stesso status di successo nei primi anni Quaranta (ora assieme a Cordell Hickman e Glenn Leedy), ricoprendo anche ruoli in alcuni lungometraggi.
Per quanto i ruoli loro offerti fossero largamente stereotipati, la serie delle Simpatiche canaglie era allora la sola dove attori afroamericani lavorassero integrati come co-protagonisti in un gruppo in cui tutti i ruoli erano in eguale misura stereotipati. Occorrerà attendere gli inizi degli anni Sessanta per vedere emergere al cinema e alla televisione un'altra generazione di attori bambini afroamericani, ora impegnati a costruire una tradizione di ruoli lontani dagli stereotipi del passato, prima con Steven Perry e poi con Marc Copage, George Spell, Kevin Hooks e Erin Blunt.
Abbandonata la carriera d'attore, nel 1954 Thomas si arruolò nell'Esercito degli Stati Uniti. Per il suo servizio nella guerra di Corea venne premiato con la National Defense Service Medal e la Good Conduct Medal, congedandosi nel 1956. Anche se ebbe diverse proposte per tornare a calcare le scene in ruoli cinematografici e teatrali, non aveva più voglia di cimentarsi a Hollywood come attore. Riuscì a ritagliarsi una buona carriera in qualità di tecnico di laboratorio cinematografico con la società Technicolor.
Il 31 luglio 1980 Thomas partecipa ad Hollywood ad una reunion del cast delle Simpatiche canaglie organizzato da The Sons of the Desert. È la sua ultima apparizione pubblica. Muore per un attacco di cuore nel suo appartamento di Los Angeles il 10 ottobre 1980, all'età di 49 anni. Riposa nell'Inglewood Park Cemetery, Inglewood, California.

## Riconoscimenti
- Young Hollywood Hall of Fame (1930's)

## Filmografia

### Cortometraggi
- Simpatiche Canaglie (1934-1944): 58 episodi
- Bored of Education, regia di Gordon Douglas (1936)

### Lungometraggi
- General Spanky, regia di Gordon Douglas e Fred C. Newmeyer (1936)
- Mokey, regia di Wells Root (1942)
- Whitling in Dixie, regia di S. Sylvan Simon (1942) - non accreditato
- Honeymoon Lodge, regia di Edward C. Lilley (1942) - non accreditato
- Colorado Pioneers, regia di R.G. Springsteen (1945) - non accreditato

## "Buckwheat" Thomas
Il personaggio di "Buckwheat" interpretato da Billie Thomas nella serie delle Simpatiche canaglie dal 1934 al 1944 è stato ripreso numerose volte nei più svariati media:
- Our Gang Comics (1942-47), serie a fumetti, creata da Walt Kelly
- Four Color Comics: The Little Rascals (1956-62), serie a fumetti
- The Little Rascals (1982-84), serie animata televisiva, prodotta da Hanna & Barbera. La voce di Buckwheat è di Shavar Ross
- Jell-O Gelatin Pops Commercials (1984), serie pubblicitaria televisiva
- The Little Rascals (1987), musical diretto da Robert Nigro, con musiche e liriche di Joe Raposo. Lo spettacolo ando' in scena alla Goodspeed Opera House, nel Connecticut, dal 7 ottobre al 20 dicembre 1987.
- Piccole canaglie (The Little Rascals), regia di Penelope Spheeris (1994) - Nel film la parte di "Buckwheat" è interpretata da Ross Bagley.
- The Little Rascals Save the Day, regia di Alex Zamm (2014)- Nel film la parte di "Buckwheat" è interpretata da Isaiah Fredericks.